# الاستفتاء الدستوري المغربي 2011

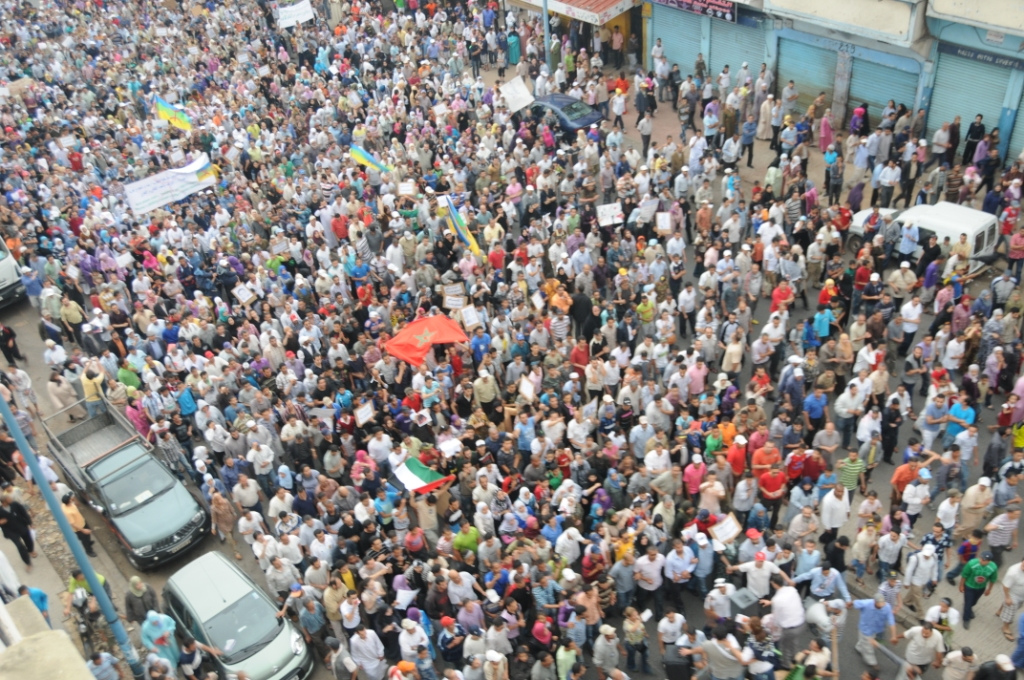
جانب من مظهرات 15 ماي بدار البيضاء.

أجري استفتاء على دستور المغرب يوم 1 يوليو 2011. أُطلق الإستفتاء ردا على الاحتجاجات التي وقعت في وقت سابق من السنة، حيث كان المحتجون يطالبون بإصلاحات ديمقراطية على غرار مطالب الربيع العربي. قامت لجنة لصياغة مقترحات الدستور بتقديم المسودة بحلول يونيو 2011. صدر مشروع الدستور للنقاش الوطني في 17 يونيو بعد تعديله والموافقة مبدئيا عليه من طرف الأحزاب السياسية حاملا التغييرات التالية:
- إلزام الملك بتكليف رئيس الوزراء من الحزب ذي الأغلبية في البرلمان؛
- تسليم عدد من الحقوق من الملك لرئيس الوزراء، بما في ذلك حل البرلمان وتعيين كبار الموظفين؛
- السماح للبرلمان بمنح العفو، ما كان في السابق حكرا على الملك؛
- جعل الأمازيغية لغة رسمية إلى جانب اللغة العربية.

حصلت التعديلات على الموافقة بقبول 98,49 ٪ من الناخبين. على الرغم من حركات الاحتجاج، التي دعت لمقاطعة الاستفتاء، ادعى مسؤولون حكوميون أن نسبة الإقبال بلغت 72,65 ٪.
في أعقاب الاستفتاء، جرت انتخابات برلمانية مبكرة في 25 تشرين الثاني 2011.

## تفاصيل
تألفت مجموعة من الإصلاحات السياسية المعتمدة على ما يلي:
- اللغة الأمازيغية[8] هي لغة رسمية للدولة جنبا إلى جنب مع اللغة العربية.[9]
- الدولة تحفظ وتحمي اللغة الحسانية وجميع المكونات اللغوية للثقافة المغربية باعتبارها تراثا للأمة [9]
- يجب على الملك تعيين رئيس الوزراء من الحزب الذي يفوز بأكبر عدد من المقاعد في الانتخابات البرلمانية. سابقا، كان يمكن تكليف تكنوقراط إذا لم يكن هناك طرف سياسي لديه تفوق حاسم على الأطراف الأخرى من حيث عدد المقاعد في البرلمان.[5][10][11]
- الملك لم يعد «مقدسا» ولكن صارت «سلامة شخصه» هي «حرمة» [12]
- يتم الآن تعيين الأعضاء لكبريات الوظائف الإدارية والدبلوماسية (بما في ذلك السفراء وكبار المديرين التنفيذيين من الشركات المملوكة للدولة، وحكام المقاطعات والأقاليم)، من قبل رئيس الوزراء بالتشاور مع المجلس الوزاري الذي يترأسه الملك، وسبق أن عُهدت هذه السلطة لهذا الأخير حصرا.[13][14]
- رئيس الوزراء هو رئيس الحكومة ورئيس المجلس الحكومي، ومُنحت له القدرة على حل البرلمان.[15]
- سيقوم رئيس الوزراء برئاسة مجلس الحكومة، الذي يُعد للسياسة العامة للدولة. المنصب عقد سابقا للملك.[15]
- للبرلمان سلطة منح العفو. وكانت في وقت سابق حصرا على الملك، الذي لا زال يتقاسمها الآن [16]
- نظام القضاء مستقل عن السلطة التشريعية والتنفيذية، والملك هو ضامن هذا الاستقلال [15][17]
- ضمان المساواة «المدنية والاجتماعية» للمرأة مع الرجل. (سابقا، كانت فقط المساواة «السياسية» مضمونة، وعلى الرغم من أن دستور عام 1996 يمنح جميع المواطنين المساواة في الحقوق وأمام القانون [11])
- سيحتفظ الملك بالسيطرة الكاملة على القوات المسلحة والسياسة الخارجية والقضاء؛ [18] السلطة لاختيار واقالة الوزراء [19]، وسيحتفظ بالسيطرة على المسائل المتعلقة بالدين.
- لجميع المواطنين الحريات التالية: الفكر، ممارسة العقائد، والتعبير الفني والإبداع. كانت في السابق مضمونة فقط حرية التعبير وحرية تداول وتكوين الجمعيات.[11][20]

## النتائج

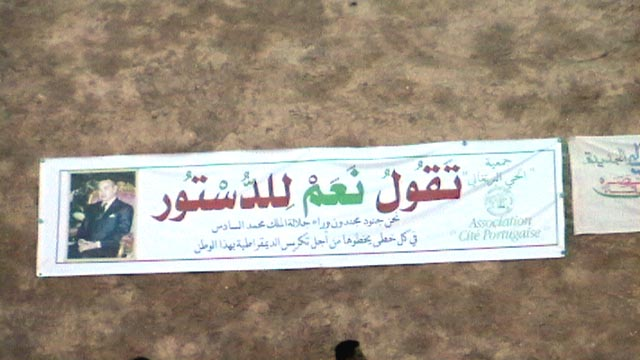
شريط مُرفرف يدعو للتصويت بنعم

| استفتاء على الدستور المغربي 2011 | استفتاء على الدستور المغربي 2011 | استفتاء على الدستور المغربي 2011 |
| الاختيار                         | الأصوات                          | النسبة المئوية                   |
| -------------------------------- | -------------------------------- | -------------------------------- |
| نعم                              | 9,653,492                        | 98.50%                           |
| لا                               | 146,718                          | 1.50%                            |
| أصوات جائزة                      | 9,800,210                        | 99.17%                           |
| أصوات فارغة أو مُلغاة             | 81,712                           | 0.83%                            |
| مجموع الأصوات                    | 9,881,922                        | 100.00%                          |
| نسبة المصوتين                    | 73.46%                           | 73.46%                           |
| المصوتون                         | 13,451,404                       | 13,451,404                       |